# Ekshalacje

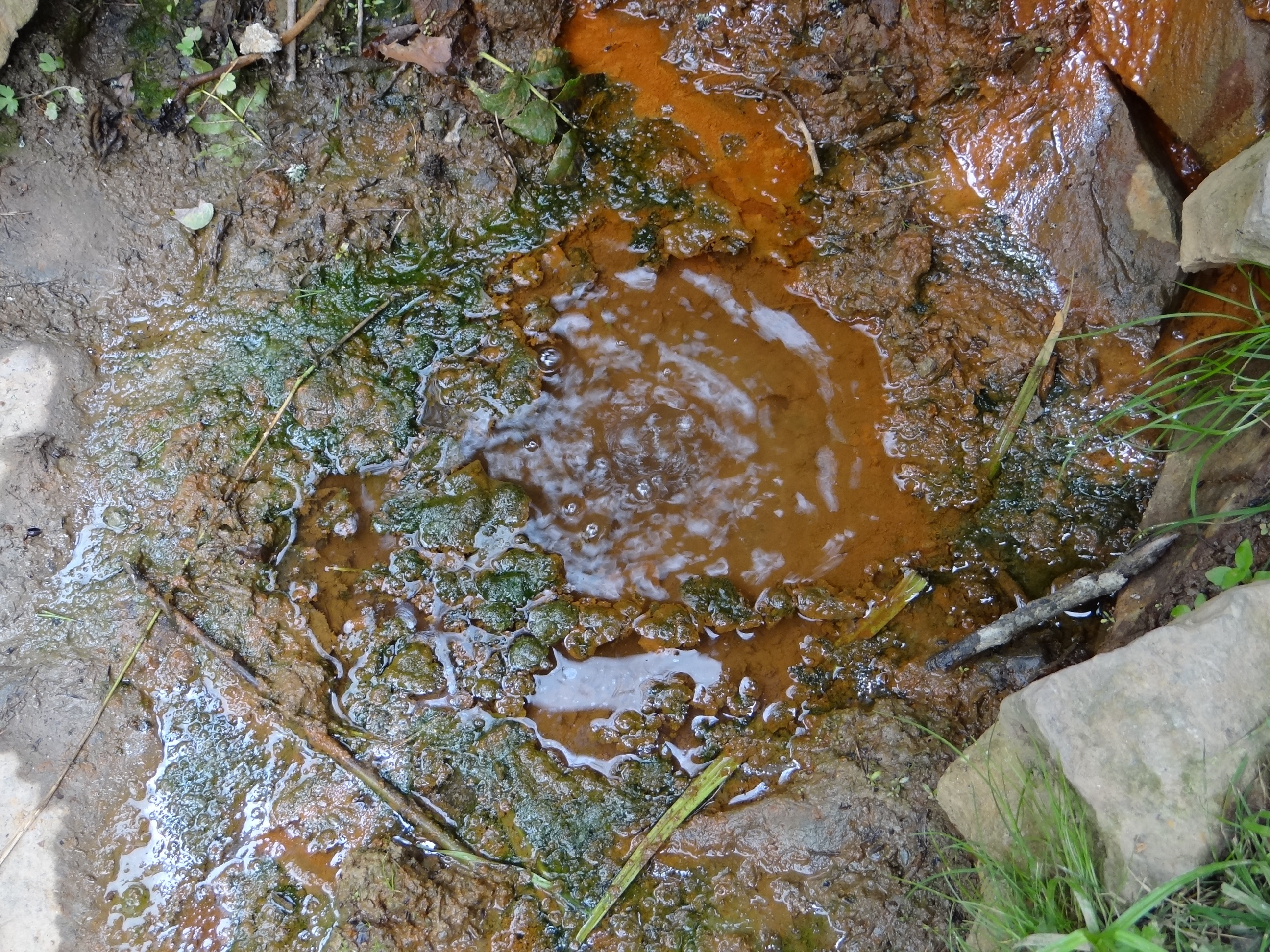
Mofeta w Jastrzębiku

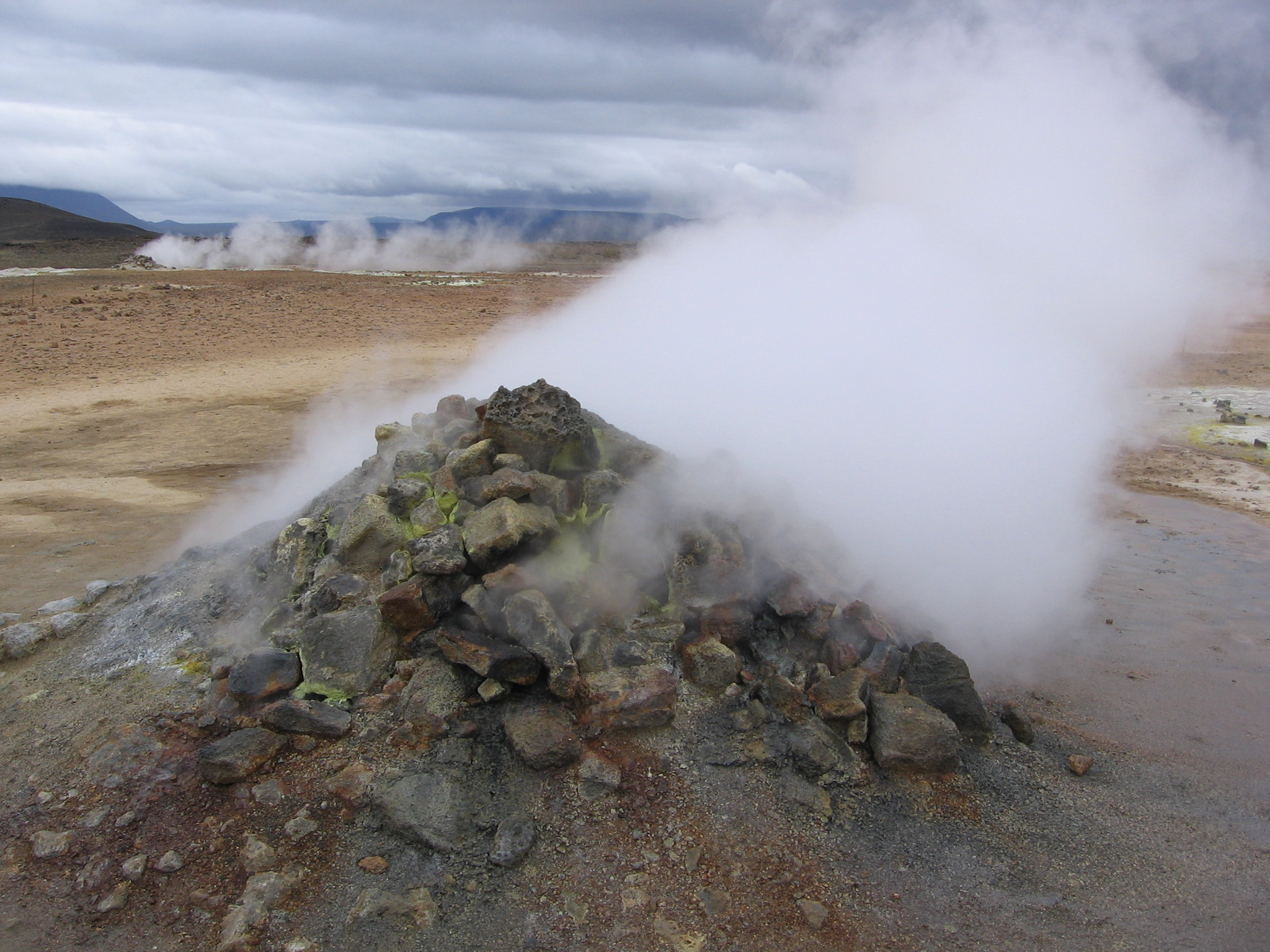
Solfatara na islandzkim wulkanie

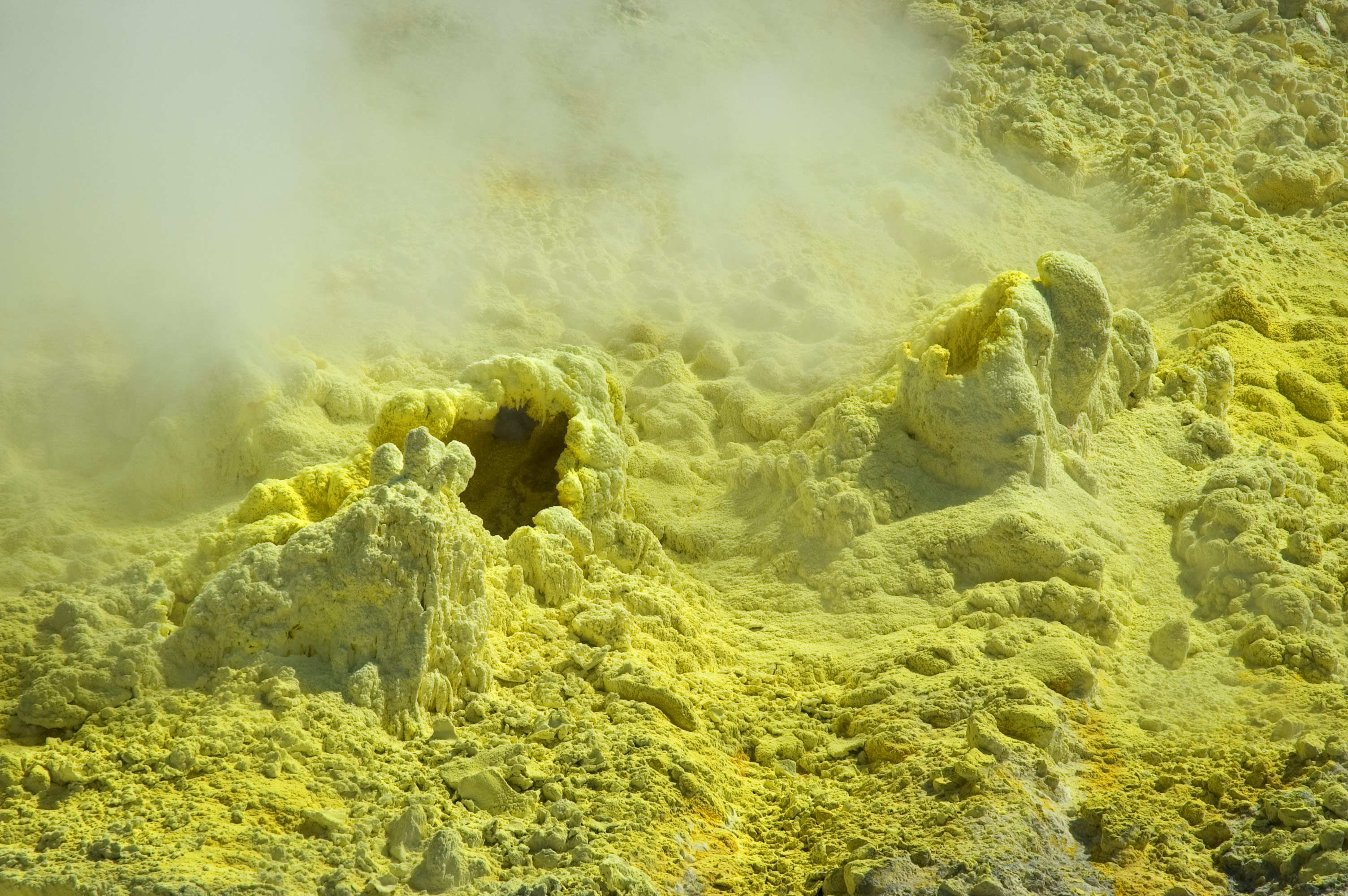
Fumarole siarkowe (White Island, Nowa Zelandia)

Ekshalacje, ekshalacje wulkaniczne, wyziewy wulkaniczne (łac. exhalatio „wydychanie”) – wyziewy składników lotnych magmy (gazów i par), wydobywające się z głębi ziemi; przejaw aktywności wulkanicznej. 
Typy ekshalacji:
- mofeta
- solfatara
- fumarola